# Yang Kaihui
Yáng Kāihuì (chinês tradicional: 楊開慧, chinês simplificado: 杨开慧; nome da cortesia: Yúnjǐn (chinês tradicional: 雲錦, chinês simplificado: 云锦);  6 de novembro de 1901 - 14 de novembro de 1930), foi a segunda esposa de Mao Tse Tung de 1920 a 1930; nasceu numa pequena aldeia chamada Bancang, em Changsha, província de Hunan. Ela teve três filhos com Mao Tse Tung: Mao Anying, Mao Anqing e Mao Anlong.
Em 1921, ingressou no Partido Comunista Chinês. É executada pelo Kuomintang em 1930 em Changsha (Hunan).